# Pray for Me (The Weeknd e Kendrick Lamar)
Pray for Me è un singolo del cantante canadese The Weeknd e del rapper statunitense Kendrick Lamar, pubblicato il 2 febbraio 2018 come terzo estratto dalla colonna sonora del film Black Panther.

## Video musicale
Il 1º marzo 2018 viene pubblicato sul canale YouTube di The Weeknd un lyric video del brano.

## Successo commerciale
Il singolo ha ottenuto successo a livello mondiale e ha raggiunto le radio italiane il 6 marzo 2018, piazzandosi al #72 della classifica dei singoli italiana Fimi.